# Nekrolog 2. Quartal 1923
Nekrolog
◄◄
| ◄
| 1919
| 1920
| 1921
| 1922
| 1923 | 1924 | 1925 | 1926 | 1927 | ► | ►►
1. Quartal |
2. Quartal |
3. Quartal |
4. Quartal 1923
Weitere Ereignisse | Allgemeiner Nekrolog 1923
Die Beschreibung der verstorbenen Person sollte so kurz wie möglich gehalten sein und nur deren signifikante Tätigkeit(en) enthalten.
Neue Namen ggf. auch unter dem Geburts- und Sterbedatum, also etwa unter 1. Januar und im Geburts- und Sterbejahr (2024) eintragen (nur bei entsprechender großer Wichtigkeit). Für Beispiele siehe die schon vorhandenen Artikel.
Außerdem über die fünf zuletzt Verstorbenen, zu denen es einen ausreichend guten Artikel für eine Präsentation auf der Hauptseite gibt, nach der todesbedingten Überarbeitung der Artikel ggf. auch unter Wikipedia Diskussion:Hauptseite informieren und sie am besten auch in den anderen Wikipedia-Sprachversionen eintragen. Tipp: Regelmäßig bei news.google.de nach „ist tot“, „gestorben“ oder „verstorben“ suchen.
Wenn eine Person gestorben ist, gibt es viele Seiten zu dieser Person in der Wikipedia, die davon auch betroffen sind und entsprechend aktualisiert werden müssen. Beispiele: Namenübersichtsseite, Geburtsjahr, Geburtsort-Seiten und viele mehr.
Wie finde ich die betroffenen Seiten?
Im Suchfeld auf der linken Seite gibt man den Suchbegriff so ein: „Vorname Nachname“. Dann klickt man auf Volltext und alle Seiten mit entsprechendem Suchtext werden aufgerufen. Hier sieht man dann schnell, wo auch das Todesjahr Sinn macht oder sogar ein Teil des Artikels angepasst werden muss. Auch hilft das „Werkzeug“ auf der linken Seite sehr gut, um solche Seiten aufzufinden: „Links auf diese Seite“. Somit ist die Wikipedia wieder aktuell in allen Bereichen! Hinweis: bei Eintragung der Kategorie „Gestorben JAHR“ wird der Missbrauchsfilter 49 ausgelöst, was jedoch nicht schlimm ist. Siehe: Spezial:Missbrauchsfilter/49
Dies ist eine Liste von im zweiten Quartal 1923 verstorbenen bekannten Persönlichkeiten. Die Einträge erfolgen innerhalb der einzelnen Daten alphabetisch sortiert. Tiere sind im Nekrolog für Tiere zu finden.

## April
| Tag       | Name                                 | Beruf, bekannt als                                                                                             | Alter | Beleg |
| --------- | ------------------------------------ | --- | ----- | ----- |
| 1. April  | Georg Barkhausen                     | deutscher Bauingenieur und Hochschullehrer, Rektor der Technischen Hochschule Hannover (1904–1907)             | 73    |       |
| 1. April  | Thomas Mitchell Campbell             | US-amerikanischer Politiker                                                                                    | 66    |       |
| 1. April  | Kaspar Kögler                        | deutscher Maler und Schriftsteller                                                                             | 85    |       |
| 2. April  | Louis Bourgknecht                    | Schweizer Politiker und Staatskanzler des Kantons Freiburg                                                     | 76    |       |
| 2. April  | Topal Osman                          | türkischer umstrittener Akteur des Ersten Weltkrieges und des Unabhängigkeitskrieges                           |       |       |
| 2. April  | Michel Théato                        | luxemburgischer Langstreckenläufer                                                                             | 45    |       |
| 3. April  | Eugen Fassbender                     | österreichischer Architekt und Stadtplaner                                                                     | 68    |       |
| 4. April  | Horace Boies                         | US-amerikanischer Politiker                                                                                    | 95    |       |
| 4. April  | Julius Martow                        | russischer Politiker und Sprecher der Menschewiki in der Sozialdemokratischen Arbeiterpartei Russlands (SDAPR) | 49    |       |
| 4. April  | Charles Brainard Taylor Moore        | US-amerikanischer Marineoffizier                                                                               |       |       |
| 4. April  | John Venn                            | englischer Mathematiker                                                                                        | 88    |       |
| 5. April  | Max Joseph Alteneder                 | deutscher Geistlicher, Generalvikar des Bistums Passaus                                                        | 74    |       |
| 5. April  | Nils Gustaf Ekholm                   | schwedischer Meteorologe                                                                                       | 74    |       |
| 5. April  | Anton Gregoritsch                    | österreichischer Maler                                                                                         | 54    |       |
| 5. April  | George Herbert, 5. Earl of Carnarvon | britischer Aristokrat, Finanzier der Ausgrabung des ägyptischen Pharaos Tutanchamun                            | 56    |       |
| 5. April  | Wilhelm Schneider-Didam              | deutscher Porträtmaler der Düsseldorfer Schule                                                                 | 53    |       |
| 6. April  | Alice Fletcher                       | US-amerikanische Ethnologin                                                                                    | 85    |       |
| 6. April  | Harry Shepard Knapp                  | US-amerikanischer Vizeadmiral                                                                                  | 66    |       |
| 6. April  | Louis Henri Maillard                 | Schweizer Architekt                                                                                            | 85    |       |
| 7. April  | Bernhard Bette                       | deutscher römisch-katholischer Geistlicher                                                                     |       |       |
| 7. April  | Georges Fontené                      | französischer Mathematiker                                                                                     | 74    |       |
| 7. April  | Franz Joseph Gießler                 | deutscher Jurist und Politiker                                                                                 | 68    |       |
| 7. April  | Joseph Maunoury                      | französischer General und späterer Marschall von Frankreich (posthum)                                          | 75    |       |
| 7. April  | Georg Reicke                         | deutscher Politiker und Autor                                                                                  | 59    |       |
| 7. April  | Max Rötger                           | preußischer Landrat, Generaldirektor bei Krupp und Verbandsvertreter                                           | 62    |       |
| 8. April  | Arthur Chambers                      | englischer Boxer in der Bare-knuckle-Ära                                                                       | 76    |       |
| 8. April  | Heinrich Erfle                       | deutscher Optiker                                                                                              | 39    |       |
| 8. April  | Mariano Antonio Espinosa             | argentinischer Geistlicher, Erzbischof von Buenos Aires                                                        | 78    |       |
| 8. April  | Joseph von Schmaedel                 | deutscher Architekt, Fachschriftsteller und Unternehmer                                                        | 76    |       |
| 8. April  | Alfred Schuler                       | deutscher Mystiker                                                                                             | 57    |       |
| 8. April  | Henri Adrien Tanoux                  | französischer Maler                                                                                            | 57    |       |
| 8. April  | Henry Inigo Triggs                   | britischer Architekt und Gartengestalter                                                                       | 47    |       |
| 8. April  | Franz von Wieser                     | österreichischer Geograph, Kunsthistoriker und Hochschullehrer an der Universität Innsbruck                    | 74    |       |
| 9. April  | Harry A. Black                       | US-amerikanischer Politiker und Anwalt                                                                         | 43    |       |
| 9. April  | Franz Fenske                         | deutscher Schmied sowie Gewerkschafts-Führer und sozialdemokratischer Parteifunktionär                         | 57    |       |
| 9. April  | Max Gary                             | deutscher Baustoffkundler                                                                                      | 63    |       |
| 10. April | Liam Lynch                           | irischer Freiheitskämpfer                                                                                      | 29    |       |
| 11. April | Thomas Francis Smith                 | US-amerikanischer Jurist und Politiker                                                                         | 57    |       |
| 11. April | Mary Treat                           | US-amerikanische Botanikerin und Entomologin                                                                   | 92    |       |
| 12. April | James William Denny                  | US-amerikanischer Politiker                                                                                    | 84    |       |
| 12. April | George Lincoln Goodale               | US-amerikanischer Botaniker                                                                                    | 83    |       |
| 12. April | Friedrich Hentzen                    | deutscher Verwaltungsbeamter                                                                                   | 55    |       |
| 12. April | Gustav Carl Laube                    | böhmischer (österreichischer) Geologe                                                                          | 84    |       |
| 12. April | Ernst Schwerdtner                    | Oberschulrat, königlich sächsischer Seminardirektor in Annaberg                                                | 77    |       |
| 12. April | Jakob Vogelsanger                    | Schweizer Politiker und Journalist                                                                             | 73    |       |
| 13. April | Émile Bergerat                       | französischer Journalist und Schriftsteller                                                                    | 77    |       |
| 13. April | Bernhard von Goeschen                | deutscher Verwaltungsbeamter                                                                                   | 90    |       |
| 13. April | Willem Witsen                        | niederländischer Maler, Zeichner, Fotograf und Schriftsteller                                                  | 62    |       |
| 14. April | Heinrich Eisenbach                   | österreichischer Kabarettist                                                                                   | 52    |       |
| 14. April | George Frederic Matthew              | kanadischer Paläontologe und Geologe                                                                           | 85    |       |
| 15. April | Friedrich Adolf Borsdorf             | deutscher Hornist                                                                                              | 68    |       |
| 15. April | Ascensión Esquivel Ibarra            | costa-ricanischer Politiker; Präsident Costa Ricas (1889, 1902–1906)                                           | 78    |       |
| 15. April | Hryhorij Markewytsch                 | ukrainischer Volkskundler und Herausgeber                                                                      | 73    |       |
| 15. April | Aleksander Sochaczewski              | polnischer Maler                                                                                               | 79    |       |
| 16. April | Dagobert Peche                       | österreichischer Künstler                                                                                      | 36    |       |
| 17. April | Bror Brenner                         | finnischer Segler                                                                                              | 67    |       |
| 17. April | Marie Festetics                      | Hofdame der österreichischen Kaiserin Elisabeth                                                                | 83    |       |
| 17. April | Jan Kotěra                           | tschechischer Architekt, Designer und Grafiker                                                                 | 51    |       |
| 17. April | Franz Pokorny                        | deutscher Politiker (SPD)                                                                                      | 49    |       |
| 17. April | Julius Rhomberg                      | österreichischer Zivilingenieur, Architekt und Baurat                                                          | 77    |       |
| 17. April | Alexander Wladimirowitsch Westmann   | russischer Diplomat                                                                                            | 74    |       |
| 18. April | Maximiliane Bleibtreu                | österreichische Theaterschauspielerin                                                                          | 52    |       |
| 18. April | Friedrich Poppenhusen                | deutscher Kaufmann und Politiker, MdHB                                                                         | 61    |       |
| 18. April | Friedrich Waneck                     | österreichischer Politiker (GdP), Abgeordneter zum Nationalrat                                                 | 42    |       |
| 18. April | Fred M. Warner                       | US-amerikanischer Politiker                                                                                    | 57    |       |
| 19. April | Alberta von Puttkamer                | deutsche Dichterin und Schriftstellerin                                                                        | 73    |       |
| 20. April | Alfred zu Salm-Salm                  | Fürst zu Salm-Salm (1846 bis 1923)                                                                             | 77    |       |
| 20. April | Schuyler S. Wheeler                  | US-amerikanischer Ingenieur                                                                                    | 62    |       |
| 21. April | Karl Marek                           | österreichischer Verwaltungsjurist, Finanzfachmann, Bankier und Finanzminister                                 | 63    |       |
| 21. April | Carl Scherres                        | deutscher Maler                                                                                                | 90    |       |
| 22. April | Emil Albes                           | deutscher Schauspieler, Theaterregisseur und Filmregisseur                                                     | 61    |       |
| 22. April | John Marshall Rose                   | US-amerikanischer Politiker                                                                                    | 66    |       |
| 23. April | Antoni Abraham                       | polnischer Aktivist und Staatsdenker                                                                           | 53    |       |
| 23. April | John Etchingham                      | irischer Politiker (Sinn Féin), Mitglied des House of Commons                                                  |       |       |
| 23. April | Emma Goslar                          | westfälische Heimatschriftstellerin                                                                            | 74    |       |
| 23. April | Eugen Huber                          | Schweizer Jurist                                                                                               | 73    |       |
| 23. April | Luise von Preußen                    | Prinzessin von Preußen, durch Heirat Großherzogin von Baden                                                    | 84    |       |
| 23. April | James Jebusa Shannon                 | anglo-amerikanischer Maler                                                                                     | 61    |       |
| 24. April | Wilhelm Basse                        | deutscher Kaufmann und Bankier                                                                                 | 59    |       |
| 24. April | Wilhelm Ernst                        | Großherzog von Sachsen-Weimar-Eisenach                                                                         | 46    |       |
| 24. April | Isidor Kracauer                      | deutscher Historiker                                                                                           | 70    |       |
| 24. April | Karl von Schwartz                    | deutscher Theologe                                                                                             | 75    |       |
| 25. April | Karl von Brug                        | bayerischer General der Infanterie                                                                             | 67    |       |
| 25. April | Robert Edward Difenderfer            | US-amerikanischer Politiker                                                                                    | 73    |       |
| 25. April | Hermann Grenacher                    | deutscher Zoologe                                                                                              | 80    |       |
| 25. April | Louis-Olivier Taillon                | kanadischer Politiker                                                                                          | 82    |       |
| 26. April | William Anderson                     | britischer Cricketspieler                                                                                      | 63    |       |
| 26. April | Adolf Hepner                         | deutscher Sozialdemokrat, Verleger und Journalist                                                              | 76    |       |
| 26. April | Nikola Jurukow                       | bulgarisch Architekt                                                                                           | 45    |       |
| 26. April | Adolf Oberländer                     | österreichischer Architekt                                                                                     | 55    |       |
| 27. April | Karl Mücke                           | deutscher Genre- und Tiermaler der Düsseldorfer Schule                                                         | 76    |       |
| 28. April | Bernhard Dessau                      | deutscher Geiger und Komponist                                                                                 | 62    |       |
| 28. April | Knute Nelson                         | US-amerikanischer Politiker                                                                                    | 80    |       |
| 28. April | Daniel J. Riordan                    | US-amerikanischer Politiker                                                                                    | 52    |       |
| 29. April | Lars Larsen Aagaard                  | dänischer Geigenbauer                                                                                          | 75    |       |
| 29. April | Ernst von Plener                     | böhmischer Politiker, Minister der Donaumonarchie und Präsident des Rechnungshofes                             | 81    |       |
| 30. April | Georg Andrä                          | deutscher Rittergutsbesitzer, Geheimer Ökonomierat und konservativer Politiker, MdL (Königreich Sachsen)       | 71    |       |
| 30. April | George Willis Cooke                  | amerikanischer Unitarier, Geistes- und Kirchenhistoriker                                                       | 75    |       |
| 30. April | Mark Fisher                          | amerikanischer Maler                                                                                           |       |       |
| 30. April | Emerson Hough                        | US-amerikanischer Schriftsteller                                                                               | 65    |       |

## Mai
| Tag     | Name                                      | Beruf, bekannt als | Alter | Beleg |
| ------- | ----------------------------------------- | --- | ----- | ----- |
| 1. Mai  | Georges Chaudoir                          | belgischer Gespannfahrer | 75    |       |
| 1. Mai  | Gustav Dannich                            | deutscher Gewerkschaftsfunktionär, Gemeindeverordneter in Hoengen und Mitglied des Rheinischen Provinziallandtages für die SPD | 41    |       |
| 2. Mai  | Karl Heitzler                             | österreichischer Politiker | 83    |       |
| 2. Mai  | Burchard von Oettingen                    | deutsch-baltischer Pferdezüchter, preußischer Oberlandstallmeister                                                             | 72    |       |
| 2. Mai  | Constance Bulwer-Lytton                   | britische Suffragetten-Aktivistin und Schriftstellerin                                                                         | 54    |       |
| 3. Mai  | Ernst Hartwig                             | deutscher Astronom | 72    |       |
| 3. Mai  | Georg von Jochner                         | deutscher Archivar | 62    |       |
| 3. Mai  | Michael Kelly                             | US-amerikanischer Sportschütze                                                                                                 | 51    |       |
| 3. Mai  | Carl Ryder                                | dänischer Marineoffizier und Polarforscher                                                                                     | 64    |       |
| 4. Mai  | Arthur Looss                              | deutscher Zoologe und Hochschulprofessor                                                                                       | 62    |       |
| 4. Mai  | Hugo Machhaus                             | deutscher Kapellmeister und Journalist                                                                                         |       |       |
| 4. Mai  | Ralph McKittrick                          | US-amerikanischer Golf- und Tennisspieler                                                                                      | 45    |       |
| 4. Mai  | John W. Rainey                            | US-amerikanischer Politiker | 42    |       |
| 5. Mai  | Rosario de Acuña                          | spanische Schriftstellerin | 72    |       |
| 5. Mai  | Willard Arnold Johnson                    | US-amerikanischer Politiker | 60    |       |
| 5. Mai  | Lewis E. Sawyer                           | US-amerikanischer Politiker | 55    |       |
| 6. Mai  | Ernst Behr                                | deutscher Verwaltungsbeamter und -richter                                                                                      | 68    |       |
| 6. Mai  | Franz Wilhelm Neger                       | deutscher Botaniker und Hochschullehrer                                                                                        | 54    |       |
| 6. Mai  | Frederick Newton Williams                 | britischer Botaniker | 61    |       |
| 7. Mai  | Eugen Graf                                | deutscher Politiker (Zentrum)                                                                                                  | 50    |       |
| 7. Mai  | Peter von Hofmann                         | österreichischer Offizier, zuletzt General der Infanterie im Ersten Weltkrieg                                                  | 57    |       |
| 7. Mai  | William Henry O’Swald                     | deutscher Übersee-Kaufmann, Politiker, MdHB und Senator                                                                        | 90    |       |
| 7. Mai  | Otto Werner                               | deutscher Kunstgärtner, Gartenarchitekt und Stadtgartendirektor von Chemnitz                                                   | 69    |       |
| 8. Mai  | John Seymour Lucas                        | englischer Maler | 73    |       |
| 8. Mai  | Ulrich Marschall genannt Greiff           | preußischer Generalmajor, Generaladjutant und 1918 Chef des Militärkabinetts                                                   | 59    |       |
| 8. Mai  | Hans von Werder                           | preußischer Oberst, Brigadekommandeur sowie Ritter des Pour le Mérite                                                          | 55    |       |
| 9. Mai  | Friedrich von Braun                       | deutscher Politiker (DNVP), MdR                                                                                                | 60    |       |
| 9. Mai  | Constantin Cristescu                      | rumänischer General und Kriegsminister                                                                                         | 56    |       |
| 9. Mai  | Eduard Daelen                             | deutscher Maler und Schriftsteller                                                                                             | 75    |       |
| 9. Mai  | Josiah Duane Hicks                        | US-amerikanischer Politiker | 78    |       |
| 9. Mai  | Johann Emil Müry                          | Schweizer Unternehmer und Politiker (FDP, Bürger- und Gewerbepartei)                                                           | 80    |       |
| 10. Mai | Karl Krüger                               | deutscher evangelisch-lutherischer Pfarrer und Heimatforscher                                                                  | 86    |       |
| 10. Mai | Wazlaw Wazlawowitsch Worowski             | sowjetischer Botschafter | 51    |       |
| 11. Mai | Arnold Ringier                            | Schweizer Politiker | 77    |       |
| 11. Mai | Wilhelm Ernst von Zedlitz-Neukirch        | deutscher Verwaltungsjurist und Abgeordneter                                                                                   | 75    |       |
| 12. Mai | Helene Birnbacher                         | österreichische Malerin | 64    |       |
| 13. Mai | Rudolf Bangel                             | deutscher Kunsthistoriker und Kunsthändler                                                                                     | 35    |       |
| 13. Mai | Charlotte Garrigue Masaryková             | US-amerikanisch-tschechische Pianistin                                                                                         | 71    |       |
| 13. Mai | Otto Gerlach                              | deutscher Nationalökonom | 60    |       |
| 13. Mai | Waldeck Manasse                           | deutscher Schriftsteller und sozialdemokratischer Politiker                                                                    | 59    |       |
| 13. Mai | Heinrich Otto                             | deutscher Maler, Zeichner, Lithograf, Holzschneider und Radierer                                                               | 64    |       |
| 13. Mai | Ernst Urban                               | deutscher Verleger | 84    |       |
| 14. Mai | Fidelia Bridges                           | US-amerikanische Malerin | 88    |       |
| 14. Mai | Franz Ebner                               | deutscher Jurist und bayerischer Heimatforscher                                                                                | 54    |       |
| 14. Mai | Charles de Freycinet                      | französischer Politiker | 94    |       |
| 14. Mai | Willy Hallstein                           | deutscher Karikaturist, Radierer, Zeichner und Plakatkünstler                                                                  | 35    |       |
| 15. Mai | Arthur Gordon Webster                     | US-amerikanischer Mathematiker und Physiker                                                                                    | 59    |       |
| 16. Mai | Friedrich Karl Biermann                   | deutscher Unternehmer, MdBB und Senator                                                                                        | 51    |       |
| 16. Mai | Ernst Kohlrausch                          | deutscher Sportwissenschaftler und Filmpionier                                                                                 | 72    |       |
| 16. Mai | Alma Kriesche                             | deutsche Schriftstellerin und Frauenrechtlerin                                                                                 | 79    |       |
| 16. Mai | Benjamin Rogers                           | kanadischer Politiker, Vizegouverneur von Prince Edward Island                                                                 | 85    |       |
| 17. Mai | Manuel Allendesalazar Muñoz de Salazar    | Ministerpräsident von Spanien                                                                                                  | 66    |       |
| 17. Mai | Thomas Scott Baldwin                      | US-amerikanischer Ballonfahrer und Flugpionier                                                                                 | 68    |       |
| 17. Mai | Paul Friedrich zu Mecklenburg             | Herzog zu Mecklenburg, General der Kavallerie                                                                                  | 70    |       |
| 17. Mai | Adolf Philippi                            | deutscher Bürgermeister und Abgeordneter                                                                                       | 83    |       |
| 18. Mai | Wilhelm Busch                             | deutscher Politiker (Zentrum), MdR                                                                                             | 55    |       |
| 18. Mai | Boyd Winchester                           | US-amerikanischer Politiker | 86    |       |
| 19. Mai | Abhakorn Kiartiwongse                     | siamesischer Prinz, Admiral, Mediziner                                                                                         | 42    |       |
| 20. Mai | Hans Goldschmidt                          | deutscher Chemiker | 62    |       |
| 21. Mai | Patrick F. Gill                           | US-amerikanischer Politiker | 54    |       |
| 21. Mai | Charles Kent                              | britischer Schauspieler und Filmregisseur des frühen US-amerikanischen Films                                                   | 70    |       |
| 21. Mai | Ferdinand Walsin-Esterházy                | französischer Offizier und Spion                                                                                               | 75    |       |
| 22. Mai | Elliott Woods                             | US-amerikanischer Architekt | 58    |       |
| 23. Mai | Henry Bradley                             | englischer Lexikograph und Philologe                                                                                           | 77    |       |
| 23. Mai | Otto Bahr Halvorsen                       | norwegischer Jurist und Politiker (Høyre), Mitglied des Storting                                                               | 50    |       |
| 23. Mai | Mario Giacinto Peracca                    | italienischer Herpetologe | 61    |       |
| 23. Mai | Heinrich Schmidt                          | deutscher Komponist, Musikwissenschaftler und Musikpädagoge                                                                    | 62    |       |
| 23. Mai | Rudolph Vogel                             | deutscher Arzt, Lehrer, Fabrikbesitzer und Politiker, MdR                                                                      | 75    |       |
| 24. Mai | Richard Alexander                         | deutscher Theater- und Stummfilmschauspieler sowie Komiker und Theaterleiter                                                   | 70    |       |
| 24. Mai | Franz von der Recke                       | Staatsminister in Schwarzburg-Rudolstadt                                                                                       | 68    |       |
| 25. Mai | Julius Krusewitz                          | deutscher Architekt, Künstler und Autor                                                                                        | 73    |       |
| 25. Mai | Josef Neumayer                            | österreichischer Politiker (CS), Wiener Bürgermeister, Landtagsabgeordneter                                                    | 79    |       |
| 26. Mai | Sándor Nákó                               | ungarischer Politiker und Gouverneur von Fiume                                                                                 | 51    |       |
| 26. Mai | Günther Reichsgraf Finck von Finckenstein | deutscher Adliger, Deichhauptmann im Oderbruch (1888–1918)                                                                     | 71    |       |
| 26. Mai | Albert Leo Schlageter                     | Freikorpsangehöriger | 28    |       |
| 26. Mai | Caroline Valentin                         | deutsche Musikschriftstellerin                                                                                                 | 68    |       |
| 27. Mai | James S. Gorman                           | US-amerikanischer Politiker | 72    |       |
| 28. Mai | Eduard Bertel                             | österreichischer Schauspieler, Zeichner und Fotograf                                                                           | 67    |       |
| 28. Mai | Joseph W. Folk                            | US-amerikanischer Politiker (Demokratische Partei)                                                                             | 53    |       |
| 28. Mai | Paul Mayer                                | deutscher Zoologe | 74    |       |
| 28. Mai | John Strange                              | US-amerikanischer Politiker | 70    |       |
| 29. Mai | Henry Chaplin, 1. Viscount Chaplin        | britischer Politiker der Conservative Party, Unterhausabgeordneter und Peer                                                    | 82    |       |
| 29. Mai | Albert Deullin                            | französischer Jagdflieger im Ersten Weltkrieg                                                                                  | 32    |       |
| 29. Mai | Wilhelm Funck                             | Oberbürgermeister von Elberfeld                                                                                                | 65    |       |
| 29. Mai | Adolf Oberländer                          | deutscher Zeichner | 77    |       |
| 29. Mai | Theodor Pfeiffer                          | deutscher Agrikulturchemiker                                                                                                   | 67    |       |
| 30. Mai | Mélanie Chasselon                         | französische Komponistin | 77    |       |
| 30. Mai | Camille Chevillard                        | französischer Komponist und Dirigent                                                                                           | 63    |       |
| 30. Mai | Karl von Gemmingen-Hornberg               | preußischer Generalmajor | 76    |       |
| 30. Mai | Rudolph Hering                            | US-amerikanischer Ingenieur, Begründer der modernen Umwelttechnik                                                              | 76    |       |
| 30. Mai | Johannes von Tischendorf                  | deutscher Jurist | 72    |       |
| 30. Mai | Günther von Woyrsch                       | deutscher Rittergutsbesitzer, Verwaltungs- und Hofbeamter und Politiker                                                        | 64    |       |
| 31. Mai | Konrad Freifeldt                          | Geistlicher deutschbaltischer Abstammung                                                                                       | 76    |       |
| 31. Mai | Walter Kadow                              | deutscher Freikorpsler, Mordopfer                                                                                              | 23    |       |
| 31. Mai | Claude Kitchin                            | US-amerikanischer Politiker | 54    |       |
| 31. Mai | Wilhelm von Oechelhäuser jun.             | deutscher Industrieller | 73    |       |
|         | Franz von Bolgár                          | österreichisch-ungarischer Offizier, Publizist und Politiker                                                                   | 72    |       |
|         | Zheng Guanying                            | chinesischer Reformer | 80    |       |

## Juni
| Tag      | Name                                 | Beruf, bekannt als                                                                                               | Alter | Beleg |
| -------- | ------------------------------------ | --- | ----- | ----- |
| 1. Juni  | Adolf Giese                          | deutscher Jurist und Theologe                                                                                    | 71    |       |
| 1. Juni  | Emil Hellrath                        | deutscher Landschaftsmaler                                                                                       | 84    |       |
| 1. Juni  | Louis Krüger                         | deutscher Geodät                                                                                                 | 65    |       |
| 2. Juni  | Frank Eckels Beltzhoover             | US-amerikanischer Politiker                                                                                      | 81    |       |
| 2. Juni  | Hermann Sickenberger                 | bayerischer Priester und Politiker (Zentrumspartei)                                                              | 72    |       |
| 3. Juni  | Rafael Amador y Hernández            | mexikanischer Geistlicher, Bischof von Huajuapan de León                                                         | 67    |       |
| 3. Juni  | William Weekes Fowler                | britischer Geistlicher und Entomologe                                                                            | 74    |       |
| 3. Juni  | John C. Houk                         | US-amerikanischer Politiker                                                                                      | 63    |       |
| 3. Juni  | Friedrich Krafft                     | deutscher Chemiker                                                                                               | 71    |       |
| 3. Juni  | Adolf von Oechelhäuser               | deutscher Kunsthistoriker, Denkmalpfleger, Hochschullehrer                                                       | 70    |       |
| 4. Juni  | Dmitri Nikolajewitsch Anutschin      | russischer Geograph                                                                                              | 79    |       |
| 4. Juni  | Alexander Milne Calder               | schottisch-amerikanischer Bildhauer                                                                              | 76    |       |
| 4. Juni  | Sámuel Jósika                        | ungarischer Politiker, Minister am Allerhöchsten Hoflager und Präsident des Magnatenhauses                       | 74    |       |
| 4. Juni  | Filippo Smaldone                     | italienischer katholischer Priester und Heiliger                                                                 | 74    |       |
| 4. Juni  | Juan Soldevila y Romero              | spanischer Kardinal und Erzbischof                                                                               | 79    |       |
| 5. Juni  | George Hendrik Breitner              | niederländischer Maler                                                                                           | 65    |       |
| 5. Juni  | Carl von Horn                        | bayerischer Generaloberst sowie Kriegsminister                                                                   | 76    |       |
| 6. Juni  | Lorenz Hiltner                       | deutscher Agrarwissenschaftler                                                                                   | 60    |       |
| 8. Juni  | Amédée Forget                        | kanadischer Politiker                                                                                            | 75    |       |
| 8. Juni  | Ambroise-Dydime Lépine               | kanadischer Rebell                                                                                               | 83    |       |
| 8. Juni  | Carl Menzel                          | deutscher Unternehmer und Glashersteller                                                                         | 79    |       |
| 8. Juni  | Gustav Adolf Ursprung                | Schweizer Politiker und Richter                                                                                  | 57    |       |
| 9. Juni  | Arishima Takeo                       | japanischer Schriftsteller                                                                                       | 45    |       |
| 9. Juni  | Helena von Großbritannien und Irland | britische Adlige, Tochter von Königin Victoria von Großbritannien                                                | 77    |       |
| 9. Juni  | Oskar Peithner von Lichtenfels       | österreichischer Mathematiker                                                                                    | 71    |       |
| 9. Juni  | Karl Sadleder                        | österreichischer Koleopterologe                                                                                  | 84    |       |
| 10. Juni | Gustaf Eneström                      | schwedischer Mathematiker                                                                                        | 70    |       |
| 10. Juni | Franz Linden                         | deutscher Bildhauer                                                                                              | 49    |       |
| 10. Juni | Pierre Loti                          | französischer Marineoffizier und Schriftsteller                                                                  | 73    |       |
| 11. Juni | Hugo III. Henckel von Donnersmarck   | deutscher Magnat, Jurist und Offizier                                                                            | 66    |       |
| 11. Juni | Fritz Ebersold                       | Schweizer Redakteur, Schriftsteller und Bühnenautor                                                              | 72    |       |
| 11. Juni | Rudolf Alfred Jaumann                | tschechisch-österreichischer Landschafts- und Porträtmaler                                                       | 64    |       |
| 11. Juni | Wilhelm Pfanhauser senior            | österreichischer Galvanotechniker und Unternehmer                                                                | 80    |       |
| 12. Juni | Susie Barstow                        | US-amerikanische Landschaftsmalerin                                                                              | 87    |       |
| 12. Juni | Oskar von Chelius                    | preußischer Offizier, zuletzt Generalleutnant, Militärattaché und Komponist                                      | 63    |       |
| 12. Juni | Heinrich Meier                       | deutscher Offizier und Lokalhistoriker                                                                           | 80    |       |
| 13. Juni | Stephan Lederer                      | deutscher römisch-katholischer Geistlicher, theologischer und heimatkundlicher Schriftsteller                    | 79    |       |
| 14. Juni | Louis Bell                           | US-amerikanischer Physiker                                                                                       | 58    |       |
| 14. Juni | Leon Biliński                        | polnisch-österreichischer Politiker                                                                              | 76    |       |
| 14. Juni | Alfred Croiset                       | französischer Altphilologe                                                                                       | 78    |       |
| 14. Juni | Raphael von Koeber                   | deutsch-russischer Philosoph und Musiker                                                                         | 75    |       |
| 14. Juni | Evasio Lampiano                      | italienischer Automobilrennfahrer                                                                                | 35    |       |
| 14. Juni | Friedrich Rode                       | deutscher evangelischer Theologe, Senior des geistlichen Ministeriums, Politiker, MdHB                           | 67    |       |
| 14. Juni | Mansfield Smith-Cumming              | britischer Offizier und erster Direktor des Secret Intelligence Service                                          | 64    |       |
| 14. Juni | Aleksandar Stambolijski              | Ministerpräsident von Bulgarien, Opfer eines Attentates der IMRO                                                 | 44    |       |
| 14. Juni | Josef Wichner                        | österreichischer Erzähler, Jugendschriftsteller, Lehrer und Folklorist                                           | 70    |       |
| 15. Juni | Eudorus N. Bell                      | US-amerikanischer Pastor, Präsident von General Council of the Assemblies of God in the United States of America | 56    |       |
| 15. Juni | Daniel J. Ryan                       | US-amerikanischer Jurist und Politiker                                                                           | 68    |       |
| 15. Juni | Kurt Gustav Wilckens                 | deutscher Gewerkschafter und Anarchist                                                                           | 36    |       |
| 17. Juni | Michael Petschenig                   | österreichischer Altphilologe                                                                                    | 77    |       |
| 18. Juni | Alexander Jakowlewitsch Danilewski   | russischer Biochemiker, Physiologe und Pharmakologe                                                              | 84    |       |
| 18. Juni | Wassili Iwanowitsch Komarow          | sowjetischer Serienmörder                                                                                        |       |       |
| 18. Juni | Christo Smirnenski                   | bulgarischer Schriftsteller und Dichter                                                                          | 24    |       |
| 20. Juni | Marie Karoline von Battenberg        | Prinzessin zu Battenberg, durch Heirat Fürstin zu Erbach-Schönberg                                               | 71    |       |
| 20. Juni | Josef Geitler von Armingen           | österreichischer Physiker                                                                                        | 52    |       |
| 20. Juni | Emil Keyser                          | Schweizer Landschaftsmaler                                                                                       | 77    |       |
| 20. Juni | Józef Ostrowski                      | polnischer Aristokrat, Großgrundbesitzer und Politiker                                                           | 73    |       |
| 21. Juni | John Gaston Grant                    | US-amerikanischer Politiker                                                                                      | 65    |       |
| 21. Juni | Ludwig Knickmann                     | deutscher Stoßtruppführer                                                                                        | 25    |       |
| 21. Juni | Edward Clark Potter                  | amerikanischer Bildhauer                                                                                         | 65    |       |
| 21. Juni | Carl Schmidt                         | Schweizer Geologe                                                                                                | 60    |       |
| 22. Juni | Heinrich Aye                         | deutscher Pastor                                                                                                 | 72    |       |
| 22. Juni | Hermann von Jagow                    | deutscher Gutsbesitzer und Politiker, MdR                                                                        | 75    |       |
| 22. Juni | Benzion Kellermann                   | deutscher Philosoph und Rabbiner                                                                                 | 53    |       |
| 22. Juni | Morris Rosenfeld                     | jiddischer Lyriker                                                                                               | 60    |       |
| 23. Juni | Eleonore Feuerbach                   | deutsche Schriftstellerin                                                                                        | 83    |       |
| 23. Juni | Hermann Stillmark                    | deutsch-baltischer Pharmakologe                                                                                  | 62    |       |
| 24. Juni | Karl Grabmayr                        | österreichischer Jurist und Politiker                                                                            | 75    |       |
| 24. Juni | Anna Hübler                          | deutsche Sozialdemokratin und Abgeordnete der Weimarer Nationalversammlung                                       | 46    |       |
| 24. Juni | Paul Mathes                          | österreichischer Gynäkologe und Geburtshelfer                                                                    | 52    |       |
| 24. Juni | Edith Södergran                      | schwedische Schriftstellerin                                                                                     | 31    |       |
| 25. Juni | Louis Friedsell                      | Dirigent und Komponist des jiddischen Theaters                                                                   |       |       |
| 25. Juni | Max Ernst Mayer                      | deutscher Strafrechtler und Rechtsphilosoph                                                                      | 47    |       |
| 26. Juni | Hermann Linde                        | deutscher Maler                                                                                                  | 59    |       |
| 26. Juni | Karl Scheidemantel                   | Opernsänger (Bariton), -regisseur und -direktor                                                                  | 64    |       |
| 26. Juni | Charles Woodcock                     | Geliebter Königs Karl 1. von Württemberg                                                                         | 73    |       |
| 27. Juni | Devawongse Varopakar                 | thailändischer Prinz, Politiker                                                                                  | 65    |       |
| 27. Juni | Charles Édouard Lardy                | Schweizer Diplomat                                                                                               | 75    |       |
| 27. Juni | Ledi Sayadaw                         | buddhistischer Mönch                                                                                             | 76    |       |
| 27. Juni | Hermann Schuchard                    | deutscher evangelischer Theologe                                                                                 | 55    |       |
| 28. Juni | Hermann Biggs                        | US-amerikanischer Arzt                                                                                           | 63    |       |
| 28. Juni | Day Bosanquet                        | britischer Admiral, Gouverneur von South Australia                                                               | 80    |       |
| 28. Juni | Carl von Heß                         | deutscher Ophthalmologe                                                                                          | 60    |       |
| 28. Juni | Alexander Koch                       | deutscher Wasserbauingenieur, Baubeamter und Hochschullehrer                                                     | 71    |       |
| 28. Juni | Ferdinand Kuhn                       | deutscher Tiefbauingenieur, Beigeordneter der Stadt Mainz, Ehrenbürger von Mainz                                 | 72    |       |
| 28. Juni | Jamshedji Framji Madan               | indischer Geschäftsmann, Theaterbesitzer, Filmproduzent und Filmpionier                                          | 66    |       |
| 29. Juni | Gustave Adolph Kerker                | deutschstämmiger Komponist                                                                                       | 66    |       |
| 29. Juni | Fritz Mauthner                       | deutschsprachiger Philosoph und Schriftsteller                                                                   | 73    |       |
| 30. Juni | Jakob Ludwig Bruhns                  | deutscher Weinhändler und Komponist                                                                              | 70    |       |
| 30. Juni | Oskar Lasche                         | deutscher Maschinenbau-, Elektro- und Eisenbahningenieur                                                         | 55    |       |
| 30. Juni | Claude Terrasse                      | französischer Operettenkomponist                                                                                 | 56    |       |